# U-19-Fußball-Europameisterschaft der Frauen 2020
Die U-19-Europameisterschaft der Frauen 2020 war die ursprünglich als 20. Ausgabe der U-19-Europameisterschaften der Frauen geplante Ausgabe. Aufgrund der Auswirkungen der globalen COVID-19-Pandemie wurde das Turnier abgesagt.

## Hintergrund
Am 9. Dezember 2016 wurde das Turnier von der UEFA an Georgien vergeben. Acht Mannschaften sollten an der Endrunde teilnehmen, dabei wären Spielerinnen mit Geburtsdatum am oder nach dem 1. Januar 2001 spielberechtigt gewesen. Das Turnier hätte zwischen dem 21. Juli und dem für den 2. August 2020 vorgesehenen Finalspiel ausgetragen werden sollen. Die Qualifikation teilte sich in zwei Abschnitte: die erste Qualifikationsrunde im Oktober 2019 und eine für April 2020 vorgesehene Eliterunde der hierfür qualifizierten 28 Mannschaften.
49 Mannschaften meldeten sich für die Teilnahme, die georgische U-19-Nationalmannschaft war dabei für die Endrunde gesetzt – dies wäre mit der Erstteilnahme der Auswahlmannschaft an einer EM-Endrunde gleichbedeutend gewesen. Die 48 Mannschaften wurden auf zwölf Gruppen aufgeteilt, die Auslosung fand im November 2018 statt. Maßgeblich für die Aufteilung auf die Lostöpfe waren dabei die Ergebnisse der vier dem zu diesem Zeitpunkt noch auszutragenden Turnier von 2019 Turniere inklusive jeweiliger Qualifikation.
Nach Abschluss der im Oktober 2019 durchgeführten ersten Qualifikationsrunde wurden die dort erzielten Ergebnisse für die Auslosung der sieben Vierergruppen für die Eliterunde am 29. November 2019 zugrunde gelegt. 
Im April 2020 entschied sich die UEFA, das Turnier angesichts der COVID-19-Pandemie und der Auswirkungen bzw. hierauf basierenden Maßnahmen abzusagen.